# アーロン・ラフィー
アーロン・スティーブン・ラフィー（英: Aaron Steven Laffey, 1985年4月15日 - ）は、アメリカ合衆国・メリーランド州アリゲイニー郡カンバーランド出身の元プロ野球選手（投手）。左投左打。

## 経歴

### プロ入りとインディアンス時代
高校を卒業後、一時はバージニア工科大学への進学話が進んでいたが、2003年のMLBドラフト16巡目（全体468位）でクリーブランド・インディアンスから指名され、7月1日に契約を結んだ。契約後、傘下のアパラチアンリーグのルーキー級バーリントン・インディアンスでプロデビュー。先発4試合を含む9試合に登板して3勝1敗、34回で46奪三振の成績を挙げた。
2004年はA-級マホーニングバレー・スクラッパーズで8試合に先発登板して3勝1敗・防御率1.24・30奪三振、A級レイクカウンティ・キャプテンズでも19試合（先発15試合）に登板して3勝7敗・防御率6.53・69奪三振の成績を残した。
2005年はA級レイクカウンティで142回1/3を投げて、7勝7敗・防御率3.22・69奪三振の成績を残した。AA級アクロン・エアロズでも1試合で登板。5回を投げて2失点、6奪三振で勝利を挙げた。
2006年はA+級キンストン・インディアンスで10試合（先発4試合）に登板して4勝1敗・防御率2.18・24奪三振の成績を挙げ、AA級アクロンでも19試合に登板して8勝3敗・防御率3.53・61奪三振の成績を残した。
2007年はAA級アクロンで6試合に先発して4勝1敗・防御率2.31、AAA級バッファロー・バイソンズでも7勝3敗・防御率3.28の成績を挙げた後、メジャー初昇格を果たした。同年8月4日のミネソタ・ツインズ戦でメジャーデビューを果たした。2度目の先発となった8月9日、ホワイトソックス戦でメジャー初勝利を挙げた。8月10日にAAA級バッファローに戻されたが、25日に再昇格した。
2008年はスプリングトレーニングでローテーションの5番手をクリフ・リーと争ったが敗れて、AAA級バッファローに送られた。その後、ジェイク・ウェストブルックが負傷したことから、昇格。5月には、34イニングを投げて3勝2敗・防御率0.79の成績を挙げて、アメリカンリーグのルーキー・オブ・ザ・マンスに選ばれた。

### マリナーズ時代
2011年3月2日にトレードで、シアトル・マリナーズへ移籍した。マリナーズでは42回2/3を投げて防御率4.01だった。8月17日にDFAとなった。

### ヤンキース時代

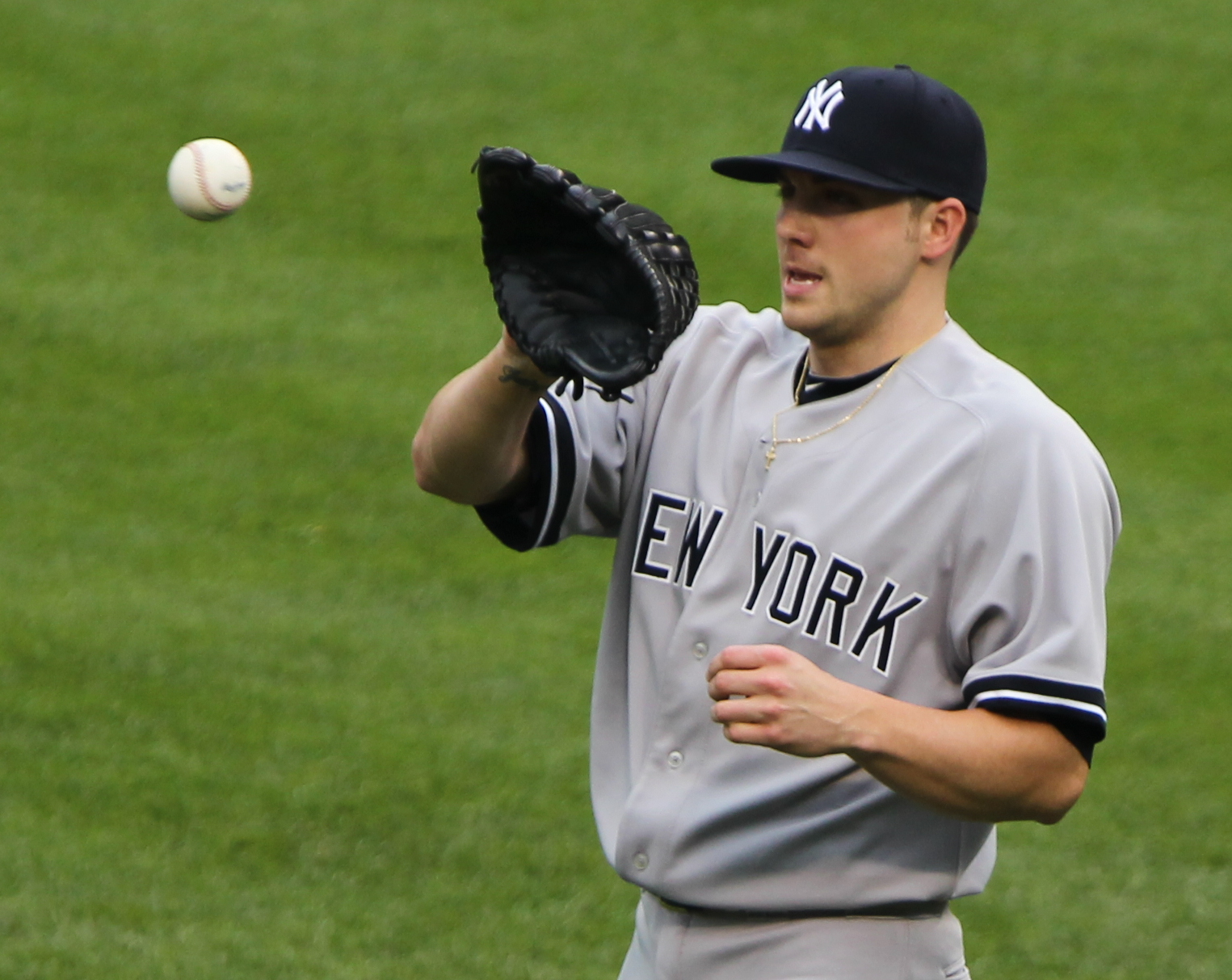
ヤンキース時代(2011年9月8日)

2011年8月19日にウェイバー公示を経てニューヨーク・ヤンキースに獲得され、翌日のツインズ戦で移籍後初登板した。その翌日にアレックス・ロドリゲスが復帰するためDFAとなったが、9月のロースター枠拡大にあたり、再昇格してリリーフを務めた。

### ブルージェイズ時代
2011年10月11日にウェイバー公示を経てカンザスシティ・ロイヤルズへ移籍したが、1試合も登板することなく、12月12日に自由契約となった。
12月30日にトロント・ブルージェイズとマイナー契約を結んだ。
2012年は傘下のAAA級ラスベガス・フィフティワンズで開幕を迎え、11試合に登板。3勝5敗・防御率4.52だった。6月13日にメジャー昇格した。この年は22試合に登板し、4勝6敗・防御率4.56だった。10月10日にFAとなった。

### メッツ時代
2012年12月27日にニューヨーク・メッツとマイナー契約を結んだ。
2013年4月6日にメジャー昇格。4試合に登板して防御率7.20の成績を残した。4月21日にDFAとなった。

### ブルージェイズ復帰
2013年4月23日にウェイバー公示を経てブルージェイズに復帰。ジョシュ・ジョンソンの故障離脱に伴い、即ロースター入り。4月26日のヤンキース戦では、そのジョンソンの先発ローテーションの穴を埋める形で初登板した。同日にDFAとなり、4月28日に傘下のAAA級バッファローへ降格後、翌29日にFAとなった。

### ドジャース傘下時代
2013年4月30日にロサンゼルス・ドジャースとマイナー契約を結んだ。傘下のAAA級アルバカーキ・アイソトープスでプレーし、12試合（先発11試合）に登板して4勝3敗・防御率5.61・29奪三振の成績を残した。7月2日にFAとなった。

### ブルワーズ傘下時代
2013年7月11日にミルウォーキー・ブルワーズとマイナー契約を結んだ。傘下のAAA級ナッシュビル・サウンズでプレーし、11試合に先発登板して2勝5敗・防御率7.25・26奪三振の成績を残した。11月5日にFAとなった。

### ナショナルズ傘下時代
2014年1月23日にボルチモア・オリオールズとマイナー契約を結んだが、3月24日に自由契約となった。
3月29日にワシントン・ナショナルズとマイナー契約を結んだ。傘下のAAA級シラキュース・チーフスでプレーし、25試合（先発21試合）に登板して12勝6敗・防御率3.67・91奪三振の成績を残した。

### ロッキーズ時代
2014年11月19日にコロラド・ロッキーズとマイナー契約を結んだ。
2015年は開幕から傘下のAAA級アルバカーキでプレーし、7月10日にメジャー契約を結んでアクティブ・ロースター入りした。当日のアトランタ・ブレーブス戦の4回から登板し2回1/3を投げ、被安打4、被本塁打1、失点3であったが、チームが勝っている状態で降板したこと、先発のゴンザレス・ヘルメンが3回で降板していたことで、ラフィーが救援投手の中で最も投球回数が多かったことが考慮され勝利投手となった。翌11日にDFAとなり、13日にマイナー契約でAAA級アルバカーキに異動した。7月28日に再びメジャー契約を結んで昇格した。8月1日に再びDFAとなり、4日にマイナー契約でAAA級アルバカーキに異動した。10月14日にFAとなった。11月に第1回WBSCプレミア12にアメリカ合衆国代表として出場。

### ナショナルズ傘下復帰
2015年12月18日にナショナルズとマイナー契約を結んだ。
2016年はAAA級シラキュースでプレーし、29試合（先発14試合）に登板して6勝6敗・防御率3.82・68奪三振の成績を残した。オフの11月7日にFAとなった。

### 独立リーグ時代
2017年4月3日に独立リーグ・アトランティックリーグのサマセット・ペイトリオッツと契約した。3試合に先発登板して1勝1敗・防御率2.65・15奪三振の成績を残した。

### ダイヤモンドバックス傘下時代
2017年5月15日にアリゾナ・ダイヤモンドバックスとマイナー契約を結び、傘下のAAA級リノ・エーシズへ配属された。オフにFAになった。

### 現役引退
2018年にニューヨーク・メッツとマイナー契約を結び、傘下のAAA級のラスベガス・51sに配属されたが、6月6日の試合で3回14失点と打ち込まれ、試合後に引退を表明した。

## 投球スタイル
持ち球にスライダーとチェンジアップを持っている。

## 詳細情報

### 年度別投手成績
| 年 度    | 球 団    | 登 板 | 先 発 | 完 投 | 完 封 | 無 四 球 | 勝 利 | 敗 戦 | セ 丨 ブ | ホ 丨 ル ド | 勝 率 | 打 者 | 投 球 回 | 被 安 打 | 被 本 塁 打 | 与 四 球 | 敬 遠 | 与 死 球 | 奪 三 振 | 暴 投 | ボ 丨 ク | 失 点 | 自 責 点 | 防 御 率 | W H I P |
| -------- | -------- | ----- | ----- | ----- | ----- | -------- | ----- | ----- | -------- | ----------- | ----- | ----- | -------- | -------- | ----------- | -------- | ----- | -------- | -------- | ----- | -------- | ----- | -------- | -------- | ------- |
| 2007     | CLE      | 9     | 9     | 0     | 0     | 0        | 4     | 2     | 0        | 0           | .667  | 207   | 49.1     | 54       | 2           | 12       | 0     | 4        | 25       | 2     | 1        | 26    | 25       | 4.56     | 1.34    |
| 2008     | CLE      | 16    | 16    | 0     | 0     | 0        | 5     | 7     | 0        | 0           | .417  | 409   | 93.2     | 103      | 10          | 31       | 1     | 9        | 1        | 43    | 5        | 52    | 44       | 4.23     | 1.43    |
| 2009     | CLE      | 25    | 19    | 0     | 0     | 0        | 7     | 9     | 1        | 0           | .438  | 539   | 121.2    | 140      | 9           | 57       | 1     | 2        | 59       | 1     | 1        | 69    | 60       | 4.44     | 1.62    |
| 2010     | CLE      | 29    | 5     | 0     | 0     | 0        | 2     | 3     | 0        | 5           | .400  | 253   | 55.2     | 62       | 1           | 28       | 1     | 2        | 28       | 1     | 0        | 30    | 28       | 4.53     | 1.62    |
| 2011     | SEA      | 36    | 0     | 0     | 0     | 0        | 1     | 1     | 0        | 5           | .500  | 197   | 42.2     | 54       | 7           | 16       | 3     | 1        | 24       | 2     | 1        | 20    | 19       | 5.23     | 1.64    |
| 2011     | NYY      | 11    | 0     | 0     | 0     | 0        | 2     | 1     | 0        | 0           | .667  | 50    | 10.2     | 13       | 0           | 5        | 0     | 2        | 6        | 0     | 0        | 4     | 4        | 3.38     | 1.69    |
| '11計    | NYY      | 47    | 0     | 0     | 0     | 0        | 3     | 2     | 0        | 5           | .600  | 247   | 53.1     | 67       | 7           | 21       | 3     | 3        | 30       | 2     | 1        | 24    | 23       | 3.88     | 1.65    |
| 2012     | TOR      | 22    | 16    | 0     | 0     | 0        | 4     | 6     | 0        | 0           | .400  | 429   | 100.2    | 100      | 17          | 37       | 1     | 5        | 48       | 2     | 0        | 56    | 51       | 4.56     | 1.36    |
| 2013     | NYM      | 4     | 2     | 0     | 0     | 0        | 0     | 0     | 0        | 0           | ----  | 50    | 10.0     | 16       | 1           | 5        | 0     | 2        | 9        | 0     | 0        | 8     | 8        | 7.20     | 2.10    |
| 2013     | TOR      | 1     | 1     | 0     | 0     | 0        | 0     | 0     | 0        | 0           | ----  | 14    | 2.2      | 2        | 0           | 5        | 0     | 0        | 0        | 0     | 0        | 2     | 2        | 6.75     | 2.63    |
| '13計    | TOR      | 5     | 3     | 0     | 0     | 0        | 0     | 0     | 0        | 0           | ----  | 64    | 12.2     | 18       | 1           | 10       | 0     | 2        | 9        | 0     | 0        | 10    | 10       | 7.11     | 2.21    |
| 2015     | COL      | 3     | 0     | 0     | 0     | 0        | 1     | 0     | 0        | 0           | 1.000 | 33    | 7.1      | 8        | 1           | 3        | 1     | 1        | 3        | 0     | 0        | 3     | 3        | 3.68     | 1.50    |
| MLB：8年 | MLB：8年 | 156   | 68    | 0     | 0     | 0        | 26    | 29    | 1        | 10          | .473  | 2181  | 494.1    | 552      | 48          | 199      | 8     | 28       | 245      | 4     | 13       | 270   | 244      | 4.44     | 1.52    |

- 2016年度シーズン終了時

### 獲得タイトル・表彰・記録
- ルーキー・オブ・ザ・マンス：1回 （2008年5月）

### 背番号
- 32（2007年 - 2011年途中、2012年）
- 39（2011年途中 - 同年途中）
- 22（2011年途中 - 同年終了）
- 47（2013年 - 同年途中）
- 33（2013年途中 - 同年終了）
- 34（2015年）

### 代表歴
- 2015 WBSCプレミア12 アメリカ合衆国代表